# Extension de Strasbourg sous le Deuxième Empire allemand

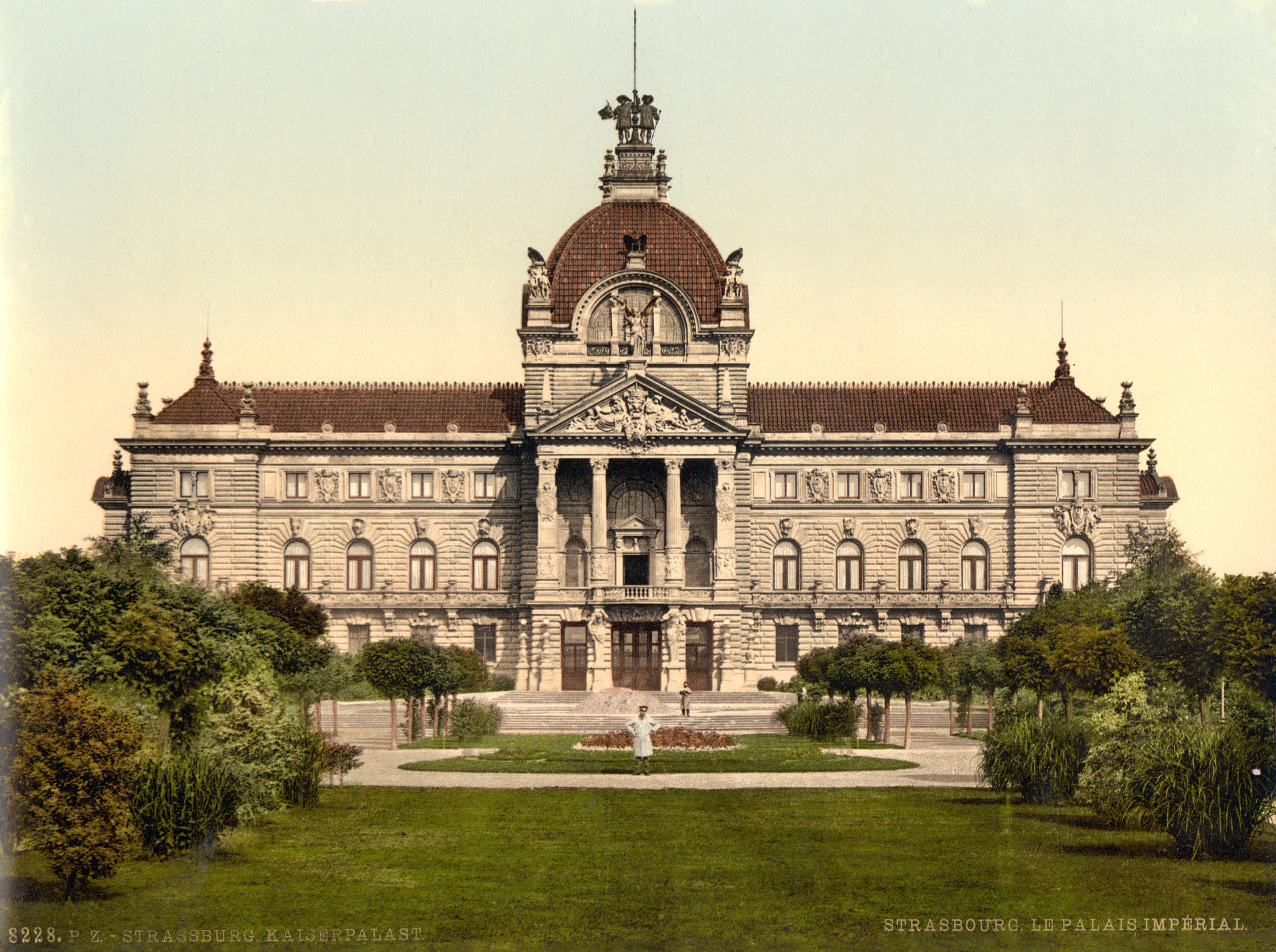
Le Palais impérial en 1900

Entre 1871 et 1918, sous le Deuxième Empire allemand, la ville de Strasbourg est la capitale de l'Alsace-Lorraine, un territoire cédé à l'Allemagne par la France après sa défaite lors de la Guerre de 1870 et recouvré après sa victoire à l'issue de la Première Guerre mondiale. Durant près d'un demi-siècle de domination allemande, Strasbourg connaît de profonds bouleversements urbanistiques et socio-économiques. La superficie de la ville est multipliée par trois et la population double pour passer de 85 600 habitants en 1871 à 178 900 en 1910. À partir de 1880, la ville sort du carcan constitué par son enceinte médiévale et se dote d'un nouveau quartier, la Neustadt ou « Ville nouvelle » organisée autour de larges avenues et de longs boulevards. 

## Guerre de 1870

### Ville bombardée

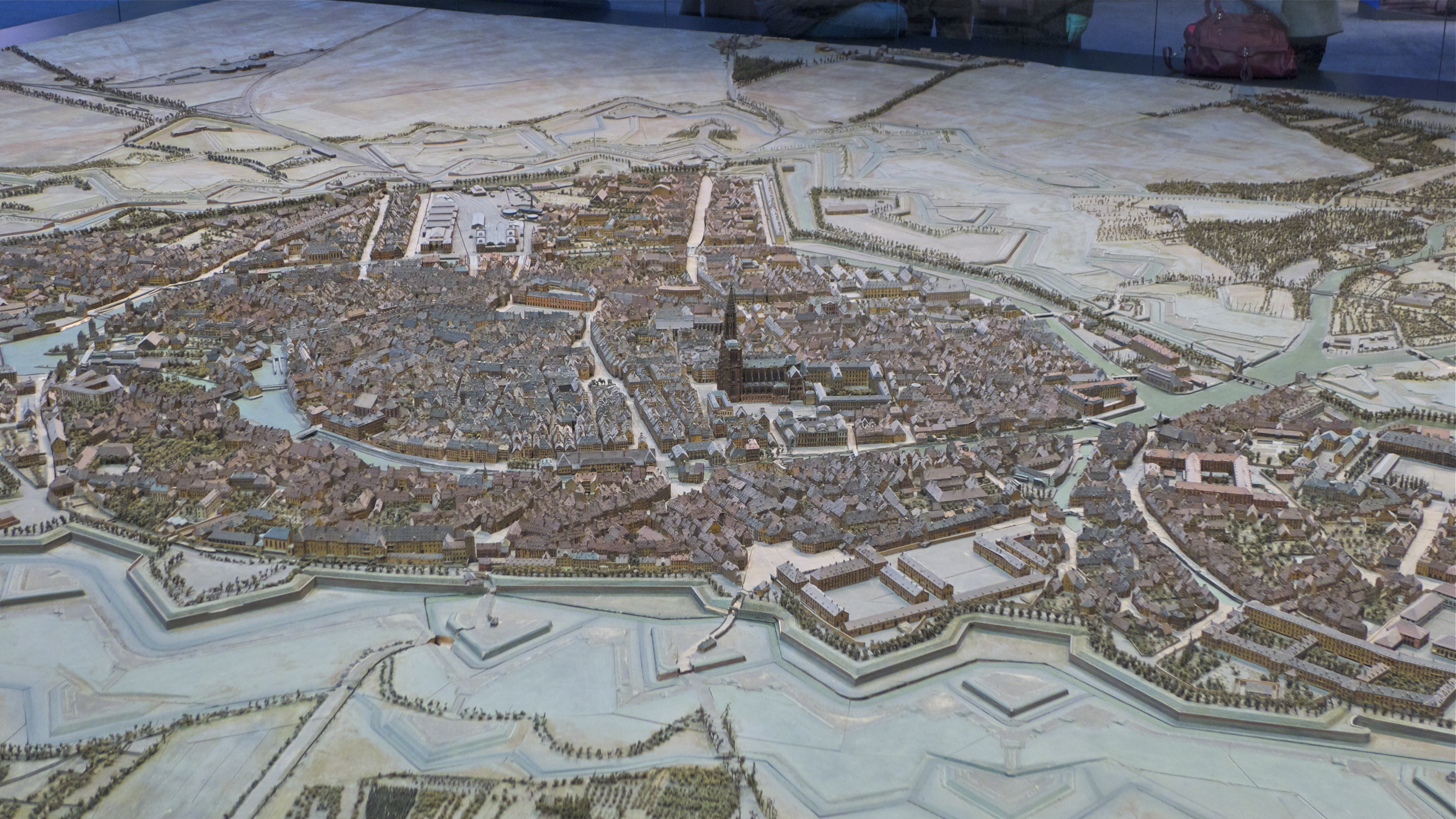
Strasbourg en 1863 (plan-relief).

Lors la Guerre de 1870, Strasbourg est assiégée durant quarante-huit jours entre le 11 août et le 28 septembre 1870. Les canons des artilleries prussienne et badoise ont tiré 202 112 projectiles sur la ville, principalement sur les quartiers ouest (rues des faubourgs de Pierre et National). Le bilan humain est lourd, 261 civils ont été tués et près de 1 100 ont été blessés. La garnison militaire française a lutté contre des forces ennemies trois fois supérieures en nombre. Sur les 19 730 militaires français, les pertes s'élèvent à 310 hommes tués, 2 076 blessés et 55 disparus. Les pertes matérielles sont considérables ; 10 000 Strasbourgeois se retrouvent sans abris et de nombreux monuments ont été sérieusement endommagés. Le toit de la cathédrale a brûlés et le théâtre, la bibliothèque, la préfecture, le palais de justice, la gare sont à l'état de ruines.

### Reconstruction
En 1871, la France cède au nouvel Empire allemand un territoire correspondant aux actuels départements du Bas-Rhin, du Haut-Rhin et de la Moselle. Les autorités allemandes regroupent ces gains sous une entité administrative unifiée ; l'Alsace-Lorraine ou « Terre d'Empire d'Alsace-Lorraine » avec la ville de Strasbourg pour capitale.
Pour la cité rhénane, la première des priorités est la reconstruction ; le siège de la ville par les Allemands ayant causé de nombreux dégâts. Les quartiers des faubourgs National, de Saverne et de Pierre sont ravagés à 90 % et les quartiers autour de la place Broglie dans une moindre mesure. La France étant condamnée à payer une indemnité de guerre de cinq milliards de francs à l'Allemagne, l'assemblée du Reichstag alloue facilement des aides à la reconstruction (37 millions de marks aux particuliers et 3 millions à la municipalité). Dans les quartiers les plus ravagés, le parcellaire et la trame des rues sont modifiés (création de la rue du maire Küss et du quai Saint-Jean par exemple).

## Projets urbanistiques

### Impératifs militaires
Le siège de Strasbourg en 1870 a démontré l'obsolescence de l'enceinte urbaine pratiquement inchangées depuis l'époque de Sébastien Vauban (1633-1707). La muraille et ses bastions se sont montrés incapable de tenir à distance l'artillerie des forces assaillantes constituées de canons rayés à longue portée de tir. En 1871, les généraux prussiens Helmuth von Moltke l'Ancien (1800-1891) et Georg von Kameke (1817-1893), en tournée d'inspection à Strasbourg, concluent que la défense de la ville doit reposer sur une série de forts détachés éloignés de six à huit kilomètres du centre-ville soit la portée maximale des canons de l'époque. Après un long débat interne, l'armée se prononce toutefois en faveur d'une nouvelle enceinte urbaine dans le cadre d'un projet d'extension de la ville. Le tracé de la nouvelle enceinte est livré en 1877, à un moment où la construction des premiers forts détachés est achevées.

### Plan d'extension (1880)

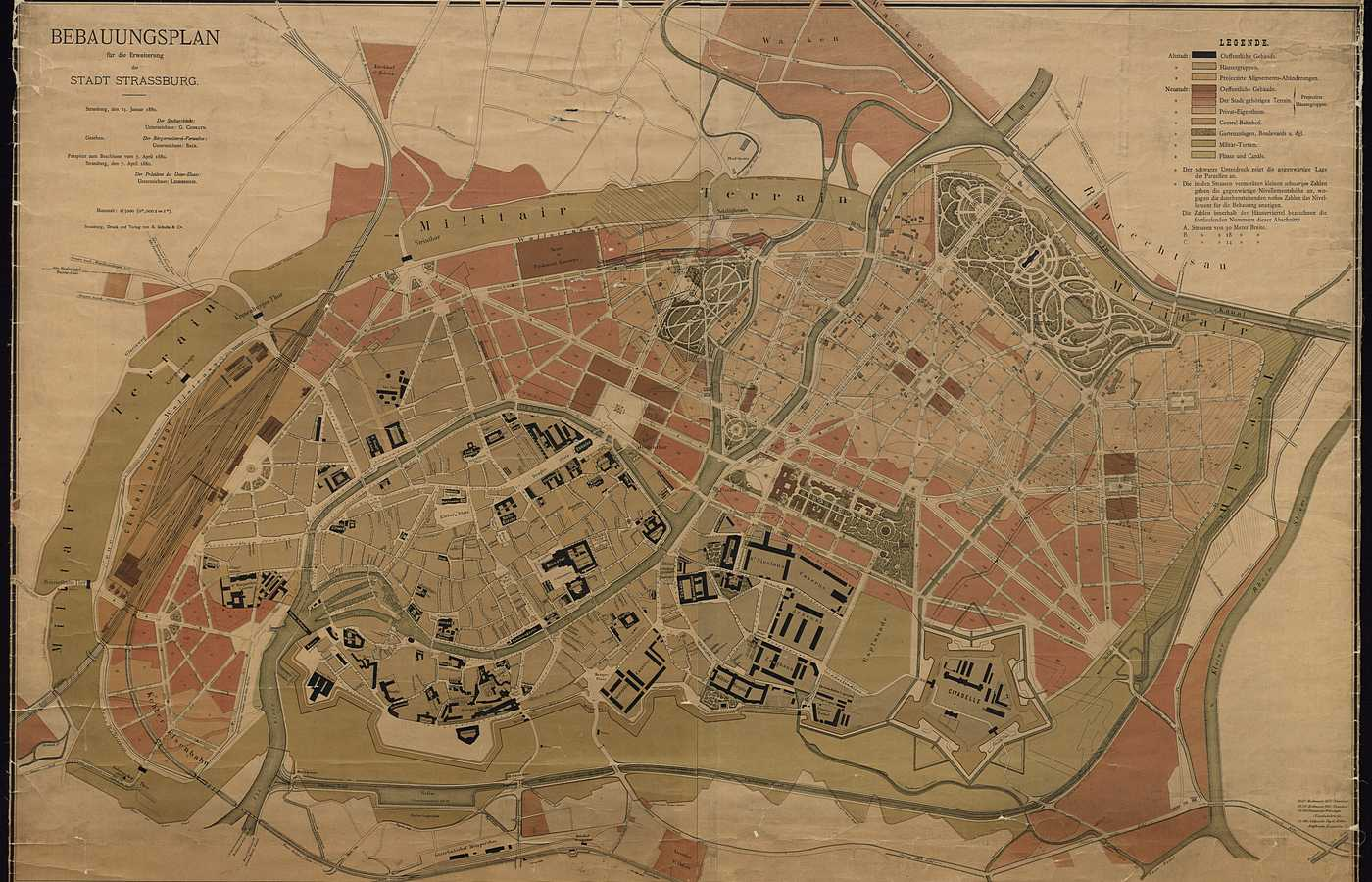
Plan d'extension de Strasbourg par l'architecte strasbourgeois Jean Geoffrey Conrath en 1880 (les nouvelles constructions sont représentées en nuances de rose).

### Ouvrages
- Collectif, Revue Historique des Armées, vol. 3-1981, Vincennes, RHA, 1981, 283 p., p. 6-154/ Première partie: Strasbourg, trois siècles d'histoire (1681-1981)
- Collectif, Histoire de Strasbourg, Strasbourg, Privat/DNA, 1987, 528 p. (ISBN 2-7089-4726-5)
- Collectif, Strasbourg : Urbanisme et architecture des origines à nos jours, Strasbourg, Oberlin/Gérard Klopp/Difal, 1996, 297 p. (ISBN 2-85369-164-0)
- Suzanne Braun et Jacques Hampé, Églises de Strasbourg, Strasbourg, Oberlin, 2002, 220 p. (ISBN 2-85369-237-X)
- Philippe Burtscher et François Hoff, Les fortifications allemandes d'Alsace-Lorraine : 1870-1918, Paris, Histoire et Collections, 2009, 66 p. (ISBN 978-2-35250-142-8)
- René Descombes, L'eau dans la ville : Des métiers et des hommes, Strasbourg, Les Éditions Ronald Hirlé, 1995, 351 p. (ISBN 2-910048-12-8)
- Rodolphe Reuss, Histoire d'Alsace, Paris, Ancienne librairie Furne, Boivin & Compagnie, éditeurs, 1918, 452 p.
- Régis J. Spiegel, Strasbourg romantique : au siècle des peintres et des voyageurs, Strasbourg, La Nuée Bleue, 2010, 216 p. (ISBN 978-2-7165-0752-3)
- Dominique Toursel-Harster, Jean-Pierre Beck et Guy Bronner, Dictionnaire des monuments historiques d'Alsace, Strasbourg, La Nuée Bleue, 1995, 676 p. (ISBN 2-7165-0250-1)
- Bernard Vogler, Histoire politique de l'Alsace : De la Révolution à nos jours, un panorama des passions alsaciennes, Strasbourg, La Nuée Bleue, 1995, 431 p. (ISBN 2-7165-0365-6)

### Saisons d'Alsace

#### Deuxième série, 1962-1988
- Jean Doise, « Histoire militaire de l'Alsace : La défense du pays », Saisons d'Alsace, Strasbourg, ISTRA « Deuxième partie: De la Restauration à la Ligne Maginot », no 87,‎ 1985 (ISSN 0048-9018)
- Collectif, « Strasbourg née entre eaux et forêts », Saisons d'Alsace, Strasbourg, ISTRA, no 101,‎ 1988 (ISSN 0048-9018)

#### Troisième série, depuis 1998
- Collectif, « 1870-1910: Alsace, le grand tournant. Guerre-Politique-Économie-Immigration-Université-Culture », Saisons d'Alsace, Strasbourg, DNA, no 45,‎ 2010 (ISSN 0048-9018)
- Collectif, « Dans les bras du Rhin », Saisons d'Alsace, Strasbourg, DNA, no 57,‎ 2013 (ISSN 0048-9018)

### Articles en ligne
- Marie-Dominique Waton, « Les enceintes de Strasbourg à travers les siècles », In Situ, vol. 16,‎ 2011 (lire en ligne)
- Ville de Strasbourg, « La Neustadt de Strasbourg : Un patrimoine en projet », Strasbourg.eu,‎ 2012